# Чемпіонат США з тенісу 1881
Перший в історії чемпіонат США з тенісу пройшов у Ньюпорті у 1881 році. Брати участь у турнірі було дозволено тільки членам Асоціації тенісу США. Було розіграно титули серед чоловіків в одиночному та парному розрядах. Річард Сірс став першим переможцем чемпіонату США в одиночному розряді.

## Переможці

### Чоловіки, одиночний розряд
Річард Сірс переміг  Вільяма Ґліна 6–0, 6–3, 6–2

### Чоловіки, парний розряд
Кларенс Кларк /  Фредерік Тейлор перемогли пару  Артур Ньюболод /  Александер Ван Ренсселер, 6-5, 6-4, 6-5

## Зовнішні посилання
- Офіційний сайт Відкритого чемпіонату США з тенісу